# Plants vs. Zombies 2: It's About Time
Plants vs. Zombies 2: It's About Time este un joc free-to-play de tower defense elaborat de PopCap Games și publicat de Electronic Arts. Este al doilea joc din serie, după Plants vs. Zombies. A fost lansat pentru prima dată la nivel mondial pe App Store la data de 15 august 2013. 